# Marian Álvarez
Pour les articles homonymes, voir Álvarez.
Marian Álvarez, née le 1er avril 1978 à Madrid (Espagne), est une actrice espagnole.

## Filmographie partielle

### Au cinéma
- 2001 : Soberano, el rey canalla
- 2003 : El extra
- 2004 : Incautos : Miriam
- 2005 : Semen, una historia de amor : Enfermera nido
- 2005 : A golpes : Mena
- 2006 : Limbo
- 2007 : ¡Sálvame!
- 2007 : Lo mejor de mí : Raquel
- 2007 : Las horas muertas : Ana
- 2008 : No se preocupe : Ayudante de Producción
- 2009 : Frames : Leire
- 2010 : Bestezuelas : Perla
- 2011 : Agujero : Susana
- 2011 : Aunque todo vaya mal : Inés
- 2012 : El otro : Daniela
- 2013 : La herida : Ana
- 2014 : V/H/S Viral : Marta (segment "Parallel Monsters")
- 2015 : Felices 140 : Cati
- 2015 : Lobos sucios : Manuela
- 2016 : Insiders (Cien años de perdón) : Cristina
- 2017 : La niebla y la doncella : Carmen
- 2017 : Morir : Marta

### À la télévision
- 2020 : La Unidad : Miriam (6 épisodes)

## Récompenses et distinctions
- 2013 : Prix Goya de la meilleure actrice pour son rôle dans La herida